# 朱鳳翔
朱鳳翔（？—？），字君集，號襟江，浙江湖州府長興縣人，明朝政治人物。

## 生平
治春秋，嘉靖壬戌十一月初二日（官年）生。萬曆七年（1579年）己卯科浙江鄉試第五名舉人，萬曆十七年（1589年）己丑科三甲第五名进士。兵部觀政，六月授中書舍人，二十一年選江西道監察御史，差巡青，二十二年差巡视北城。时于忠肃公忠虽白而蔭典未备，凤翔抗疏请于朝，从之。二十三年出按蘇松，墨吏望风解去。擒大猾置之法，尋以事忤旨，謫电白县典史，辞官归。结庐莲花庄，白蘋红蓼，修然自适。萬曆四十六年（1618年）以南京禮部儀制司主事起用，卒官。

## 家族
曾祖朱檳，寿官。祖父朱大用，经历。父朱一儒，庚午經魁。